# Per Selstam
Per Martin Selstam, född 6 december 1971, är en svensk journalist (ledarskribent). Han var ordförande för Föreningen Heimdal i Uppsala 1998–1999. Sedan 2009 är han chefredaktör på Svenska Nyhetsbyrån där han är ansvarig för den s.k. skribentskolan för aspirerande borgerliga ledarskribenter. Han är styrelseledamot i Svenska Högerpressens förening.